# خورخي أراوغو
خورخي أراوغو (بالإسبانية: Jorge Araujo)‏ هو لاعب كرة قدم ومدرب كرة قدم بيروفي، ولد في 30 نوفمبر 1979 في ليما في بيرو. شارك مع منتخب بيرو لكرة القدم. أما مع النوادي، فقد لعب مع الجامعي دي بيرو وخوان أوريتش وسبورت بويز وسيينسيانو.

## وصلات خارجية
- خورخي أراوغو على موقع إي إس بي إن إف سي (الإنجليزية)
- خورخي أراوغو على موقع قاعدة بيانات كرة القدم.إي يو (الإنجليزية)
- خورخي أراوغو على موقع ناشيونال فوتبول تيمز (الإنجليزية)